# Distrito de Paccho

Provincia de Huaura en el departamento de Lima.

El Distrito de Paccho es uno de los doce que conforman la Provincia de Huaura, ubicada en el Departamento de Lima, bajo la administración del Gobierno Regional de Lima-Provincias, Perú.
Dentro de la división eclesiástica de la Iglesia Católica del Perú, pertenece a la Diócesis de Huacho

## Historia
El distrito fue creado en la época de la Independencia (por Decreto Provisorio del 12 de febrero de 1821) figurando como tal en la “Guía de Forasteros” de 1834. Y el 12 de julio de 1857 fue confirmada su creación política por el presidente Ramón Castilla.
Su nombre vendría de los antiguos cultivos de un tipo de maíz muy apreciado en la cancha, conocido como Pajcho o de la presencia de algunas caídas de agua en forma de cataratas, pajchas o pacchas.
Esta localidad cuenta con reconocimiento ministerial de comunidad campesina. El 8 de octubre de 1915 fue declarada su capital el pueblo de Santa Cruz, desde el 30 de enero de 1953 hasta la actualidad, es el pueblo de Paccho.

## Geografía
Este distrito abarca una superficie de 229,25 km² y se halla ubicado en la parte noreste de la provincia de Huaura, en el margen izquierdo del río Huaura, a 3 237 m s. n. m.

## División administrativa

### Centros poblados
- Urbanos
  - Paccho, con 393 hab.
- Rurales
  - Ayaranga, con 345 hab.
  - Collaray, con 162 hab.
  - Cochacancha
  - Llaquin, con 329 hab.
  - San Andrés de Huacar (San Juan de Huacar), con 226 hab.

## Clima
Su clima es frío y seco sus pobladores mayormente utilizan para su abrigo chompas tejidas con lanas muy gruesas, sombreros y polleras.

## Economía
Se desarrolla en la agricultura todo el año. Cuenta con abundancia de agua en relación con los anexos y comunidades de Lacsanga, Musga, Huacar y Ayaranga. Con el cultivo de melocotón, alfalfa, manzanas, paltas, maíz, papa; seguida de la ganadería , que esta constatada en una población económicamente activa mayoritariamente dedicada a las actividades extractivas o primarias.

## Construcciones y viviendas
Como ocurre en la mayoría de nuestros pueblos andinos, en el distrito de Paccho la mayoría de las viviendas son construidas con adobes y tapias, de igual manera el techo de las mismas es mayoritariamente de planchas de calamina, también techos de tejas. Por su lado el piso que destaca es la tierra aprisionada, con cemento y hasta con madera entre otros.

## Sitios arqueológicos
- Ñawincocha, Mochica y el templo y pintura rupestre de Musga, ubicada en pueblo de Musga.
- Los andenes de Llaquín
- Las ruinas de Yamucuy
- Ruinas arqueológicas de Kichunque(Al Este camino de herradura).
- Ruinas de Quilkamarca y Pishtahuaín (Musga) y (Lacsanga = Collaray).
- La Carce Tacray, ubicado en la Montaña Lavilguanka (Paccho).

## Autoridades

### Municipales
- 2015 - 2018[2]
  - Alcalde:  Jaime Floriano Granados Mejía, Movimiento Concertación para el Desarrollo Regional (CDR).
  - Regidores: Anrri Bedrán Serna Cayetano (CDR), Oscar Vidal Damián Ferrer (CDR), Keeli Torres Granados (CDR), Walter Josué Simbrón Claros (CDR), Jaime Nelson Isidro Liberato (Alianza para el Progreso).
- 2011 - 2014[3]
  - Alcalde:  Dionicio Mejía Simbrón, Partido Alianza para el Progreso (APP).
  - Regidores: Julio Andrés Torres Sánchez (APP), Shirley Danai Simbrón Narvajo (PAP), Ruth Elena Claros Claros (APP), Zenobia Josefina Velásquez Espinoza (Partido Aprista Peruano), Linda Lucinda Guerrero Rivera (Concertación para el Desarrollo Regional).
- 2007 - 2010
  - Alcalde: Jaime Granados.

### Policiales
- Comisaría de Sayán
  - Comisario: Mayor. PNP. Andrés ROSALES ANDRADE.[4]

### Religiosas
- Diócesis de Huacho[5]
  - Obispo de Huacho: Mons. Antonio Santarsiero Rosa, OSI.
- Parroquia[6]
  - Párroco: Pbro.Victorio Ferrari

## Festividades
- Religiosas
  - Virgen de Candelaria – Muzga, 2 de febrero
  - Señor de Mayo – Parán, 2 de mayo
  - San Pedro – Patrón de Paccho, 29 de junio
  - Virgen del Carmen – Lacsanga, 16 de julio
  - Virgen de la Asunción – Huácar, 15 de agosto
  - Virgen del Rosario – 7 de octubre

- Laicas
  - La Champeria – 15 al 18 de abril en Llaquín consiste en limpiar de las asequia, al final todo el pueblo come una mesa , cada barrio tiene una orquesta.
  - El Rodeo Comunal de Vacunos – 30 de agosto
  - Rodeo Comunal de Ovinos – 5 de septiembre